# جيل روب ويلسون
جيل روب ويلسون (بالإنجليزية: Gill Robb Wilson)‏ هو صحفي أمريكي، ولد في 18 سبتمبر 1892 في مقاطعة كلاريون في الولايات المتحدة، وتوفي في 8 سبتمبر 1966 في كوفينا في الولايات المتحدة.